# グラジオラス
グラジオラス（学名: Gladiolus）は、アヤメ科グラジオラス属の植物の総称。日本には自生種はなく、園芸植物として植えられている。別名、トウショウブ（唐菖蒲）、オランダショウブ（阿蘭陀菖蒲）。名前は古代ローマの剣であるグラディウスに由来し、葉が剣に類似していることが根拠といわれる。日本では明治時代に輸入され、栽培が開始された。根は湿布薬の材料に使われる。

## 特徴
原産地は、アフリカ・地中海沿岸など。赤、黄、橙、白などの花を開花する。葉（一説には花が咲く前の一連のつぼみ）が剣のようなので Gladius（ラテン語で「剣」）に因んで名づけられた。

## 栽培
球根（球茎）の定植適期は3月中旬頃で、深さは球根の3倍の深さに、球根の直径の3～4倍の間隔で植える。4月中旬頃になると発芽を始める。芽が2～3本立つが、大輪種はそのままにしておくと養分が分散して貧弱な株になるので、早めに太くて元気のよい株を残して、わき芽はかき取る。夏の7 - 8月にかけて開花する春植え球根として流通しているものが一般的である。花が終わったら、種がつかないように花穂の一番下で切り取り、秋に葉が黄ばみ始めたら、少し緑色が残るときに掘り上げる。掘り上げ後は約1カ月陰干しして木子や新球、古球などを調整仕分けをして、室内で保存する。一部の原種には秋植え球根で、春に開花するものもある。

## 花言葉
| 全体   | 密会、用心深い、思い出、忘却、挑発、勝利 |
| 赤     | 堅固、用心深い                           |
| 白     | 密会                                     |
| 紫     | 情熱的な恋                               |
| ピンク | ひたむきな愛、たゆまぬ努力、満足         |

## ギャラリー

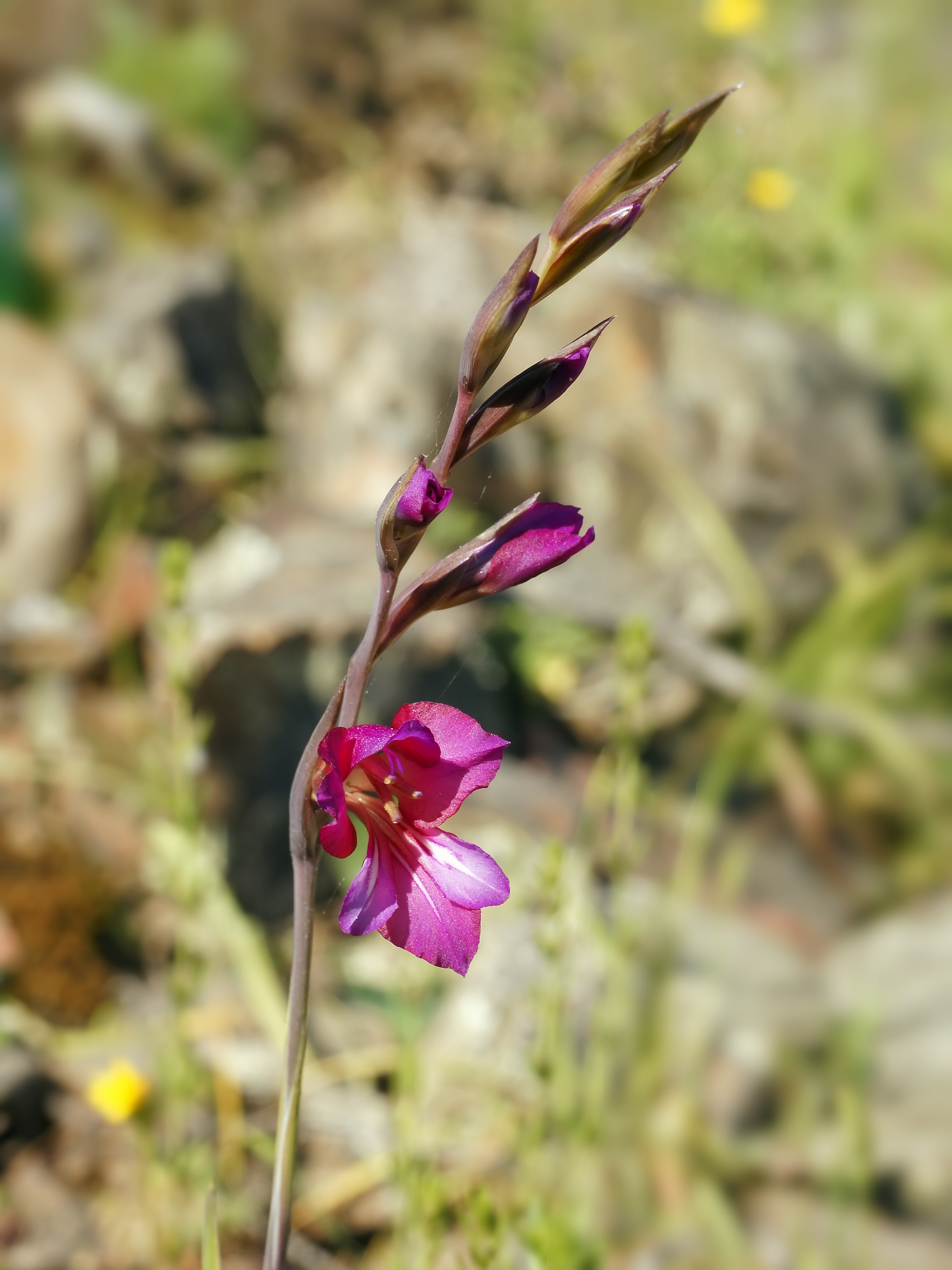
タイプ種Gladiolus communis
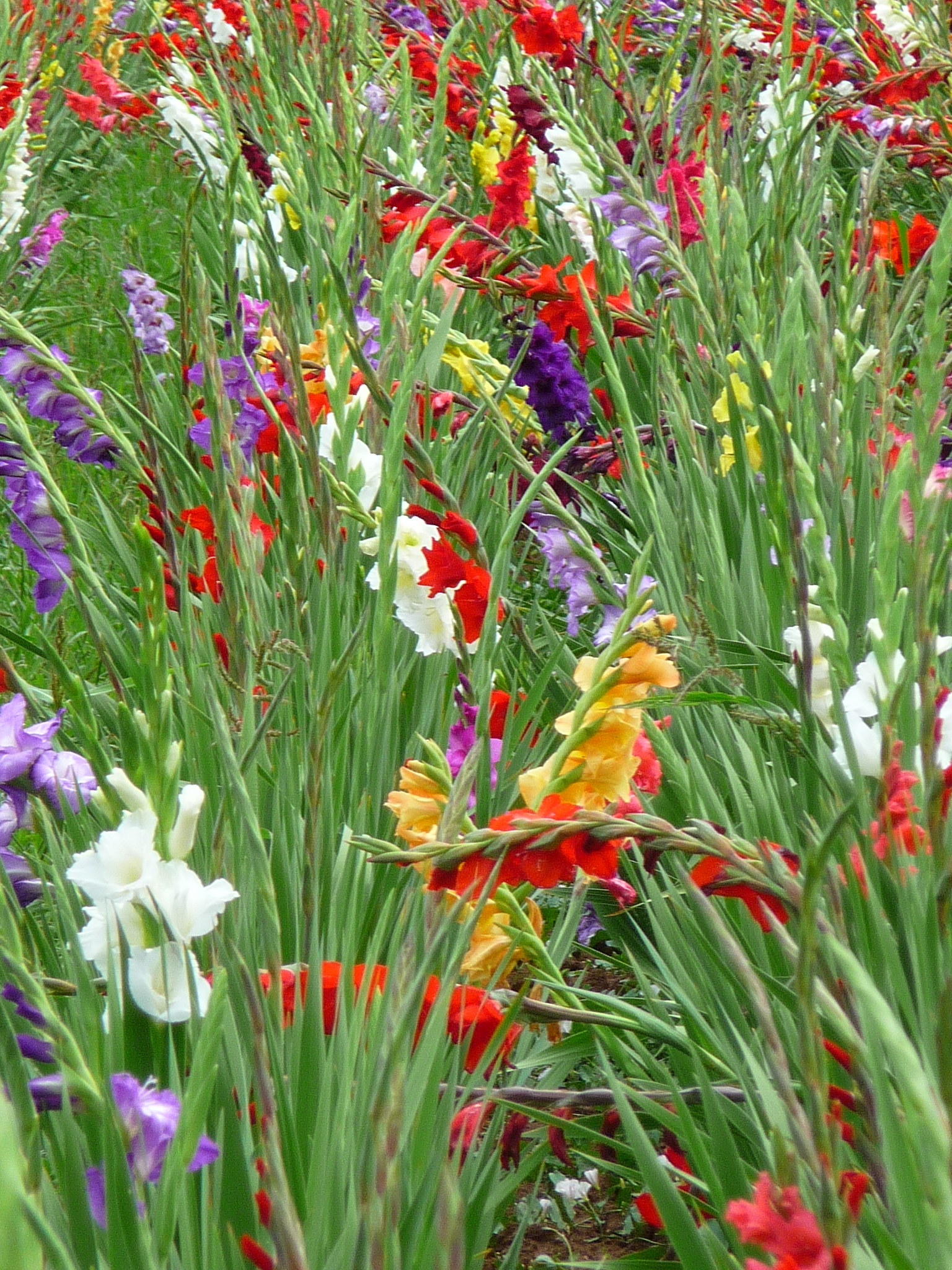
園芸品種の様々
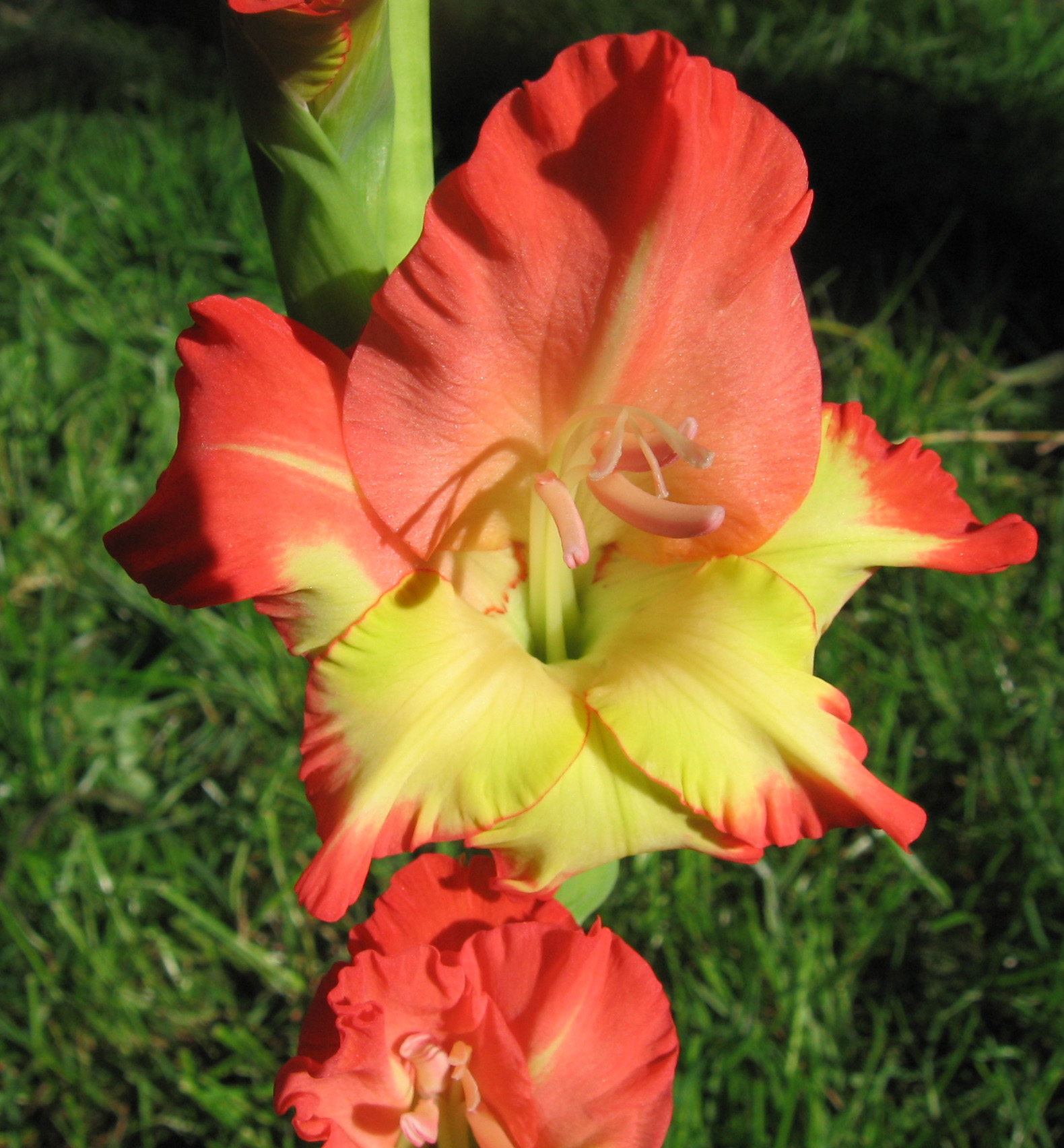
園芸品種
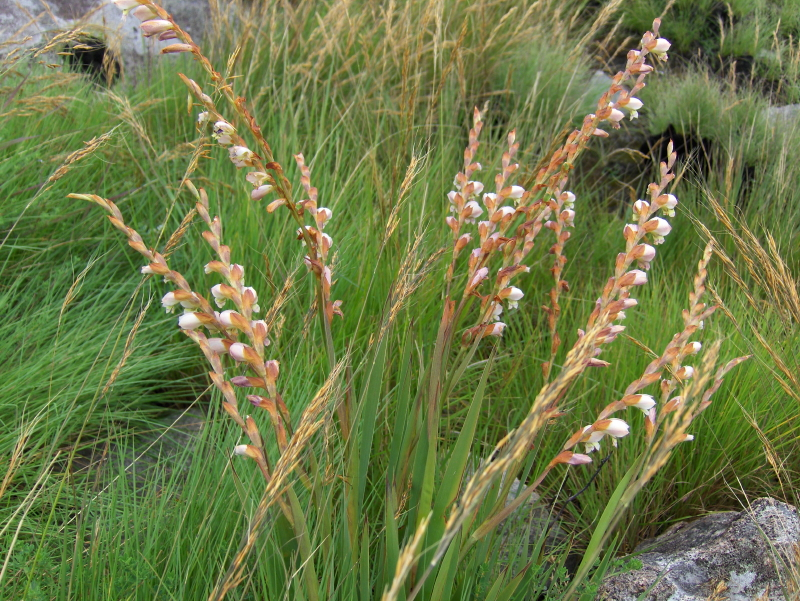
モザンビークの野生種G. crssifolius
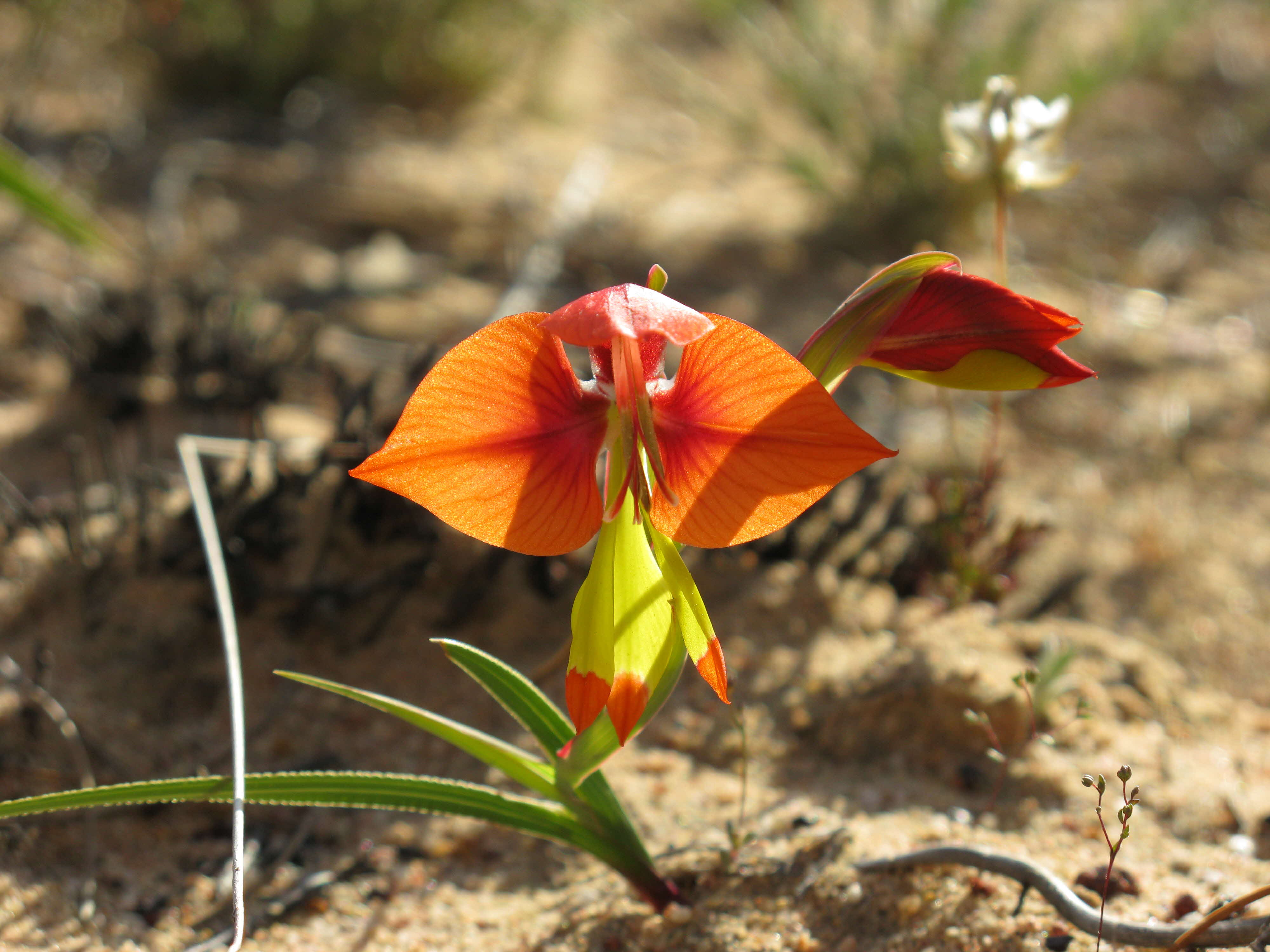
南アフリカの固有種G. alatusの花
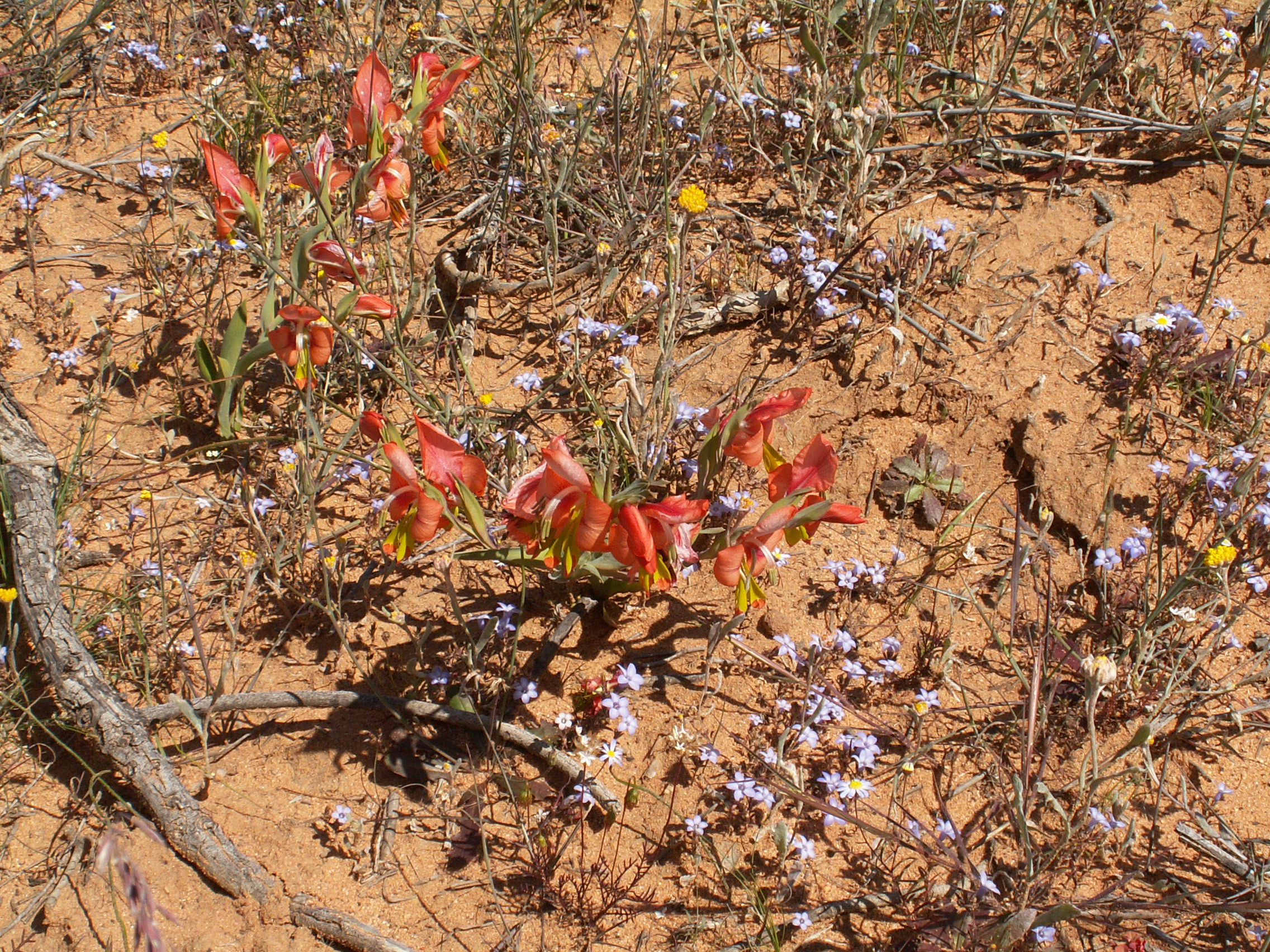
南アフリカの固有種G. alatusの生育状態
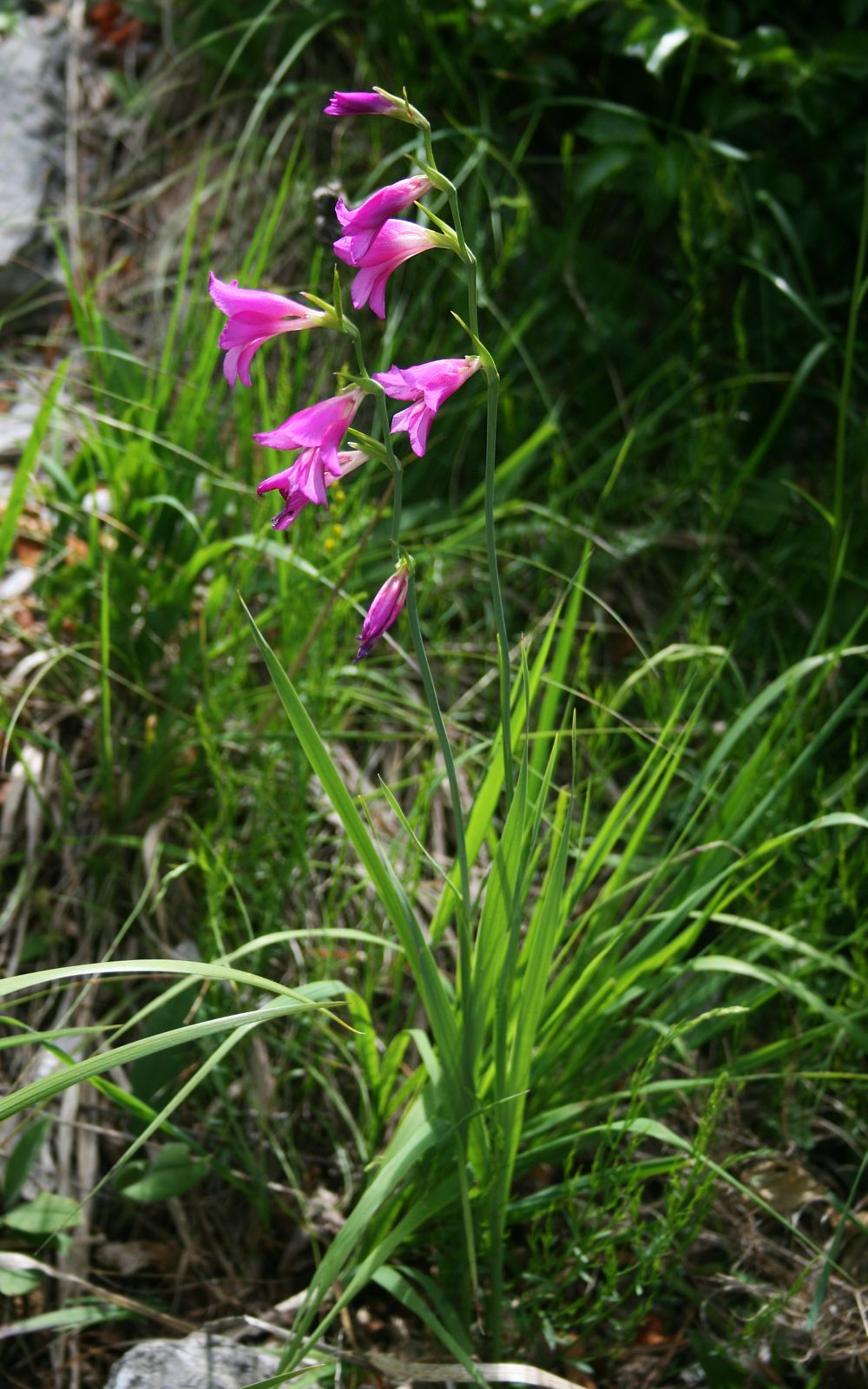
スロベニア産のG. illyricus
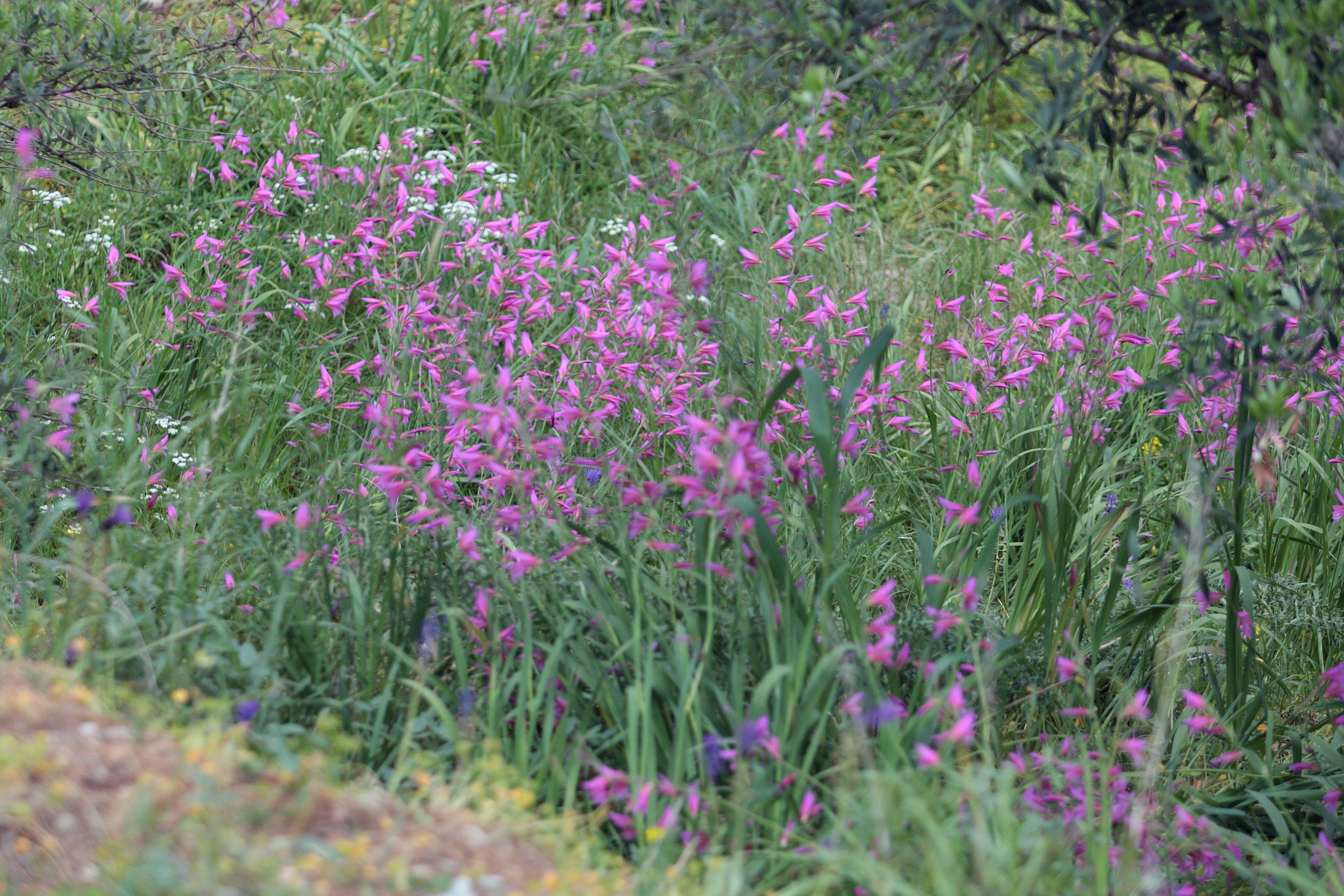
クレタ島のG. italicus